# Pere Riutort i Mestre
Pere Riutort i Mestre (Petra, 10 de gener de 1935 - Tàrbena, 21 de novembre de 2021) fou un pedagog, filòleg, pastoralista, sacerdot i liturgista mallorquí. Promogué l'ensenyament de la llengua catalana, i deixà una empremta significativa al País Valencià.

## Biografia
Nasqué a Petra, l'any 1935. Formà part de l'Escolania de Blauets de Lluc (1945), i fou ordenat de prevere de la congregació de Missioners dels Sagrats Cors de Jesús i Maria. Es llicencià en Pedagogia, Filologia Clàssica, Teologia i Filologia Catalana. Del 1967 al 1969, recorregué molts centres escolars de Mallorca a fi de promoure-hi l'ensenyament del català. De l'any 1971 en avant, residí al País Valencià. El 1979 fou professor de català al Col·legi Universitari de Castelló i entre 1984 i el 2005 a l'Escola de Mestres de València, dedicat a la didàctica del valencià. A partir de 1986, professor titular i catedràtic de Filologia Catalana a la Universitat de València.
Entre 1975 i 1977 va publicar nombrosos texts per a l'ensenyament del català al País Valencià i a les Illes Balears (Els vents del món), amb la col·laboració d'Enric Valor, Manuel Sanchis Guarner, J. L. Sanchis, F. Graell i J.C. Bellvert. També va treballar en la confecció de texts litúrgics i va presidir la comissió que adaptà oficialment els llibres litúrgics del Concili II del Vaticà (El Nou Testament). Va obtenir el Premi Valencià de l'Any (1977) de la Fundació Huguet i presidí la Fundació La Mata de Jonc.
El 14 de maig de 1973, el llavors arquebisbe de València, José María García Lahiguera, creà una Comissió Interdiocesana per als textos en llengua vernacla. En formaren part 18 membres i s'elegí com a president Pere Riutort, nomenat per decret de l'arquebisbe de València el 18 d'octubre de 1973. Els treballs d'aquesta Comissió culminaren en la publicació a finals del 1975 del Llibre del Poble de Déu, completíssima recopilació de textos litúrgics adaptada a les variants valencianes. Per a la publicació i edició d'aquest llibre, hagué de vendre unes terres que tenia a Mallorca per a poder sufragar-la. L'aprovació d'aquest llibre va estar envoltada de polèmica pràcticament des dels inicis, coincidint amb l'aparició del blaverisme en la societat valenciana.
En el 2005, després de jubilar-se com a mestre de la Universitat de València, ja que, aleshores, ensenyava en Magisteri (on havia ensenyat a partir de mitjan dels anys huitanta), passà a viure a Tàrbena.
Morí el 21 de novembre de 2021 a la localitat de Tàrbena, a la Marina Baixa, indret on visqué, de manera contínua, des de després de la seua jubilació com a mestre de la Universitat de València. Fou enterrat el migdia del 23 de novembre a l'Església de Santa Bàrbara de Tàrbena, en un acte funeral dirigit pel bisbe de la diòcesi d'Oriola-Alacant, Jesús Murgui i Soriano.